# Gżira
Gżira (em maltês: Il-Gżira) é um concelho local e localidade da ilha de Malta em Malta. Situa-se no centro-leste da ilha, entre Msida e Sliema, fazendo fronteira também com o concelho de Ta' Xbiex. Tem área de 1 km² e tinha, em 2019, 11699 habitantes. Está unido por uma pequena ponte à Ilha Manoel.
Em Gżira tem sede o clube desportivo Gżira United Football Club.
Nos últimos anos, muitas das casas antigas deram lugar a construções novas e muito mais luxuosas. Espera-se que o projeto de desenvolvimento imobiliário da Ilha Manoel injete novas energias no desenvolvimento comercial de Gżira.